# SF Archery
 (septembre 2018).
SF Archery était une marque de matériel pour le tir à l'arc commercialisée entre 2005 et 2017.

## Historique
L'ancien champion olympique de tir à l'arc Sébastien Flute a pris sa retraite sportive en 2000, après les Jeux olympiques de Sydney. Il a décidé en 2005 de lancer sa propre marque d'équipement de tir à l'arc en collaboration avec la société Win&Win Archery. Son ambition est de « développer une gamme complète d'équipements de tir à l'arc à la fois esthétique, performante et accessible ». La marque est nommée d'après ses initiales, SF.
En mars 2017, Win&Win annonce remplacer la gamme SF Archery par une nouvelle marque, WNS (prononcée « Winners »).

## Gammes
- La gamme Optimo est destinée à l'initiation au tir à l'arc. Elle propose une poignée en bois et des branches en bois lamellé-collé.
- La gamme Axiom est la plus abordable pour les archers débutants, avec une poignée en métal et des branches en bois lamellé-collé.
- La gamme Premium est conçue pour l'entrée en compétition, avec une poignée forgée et moulée et des poignées en bois et fibre de verre, ou bois/verre/carbone.
- La gamme Forged propose une poignée en aluminium forgée et usinée par ordinateur, et des branches carbone/mousse ou fibre de verre/mousse.
- La gamme Ultimate comporte une poignée tout en carbone et des branches en kevlar/mousse/carbone.

SF Archery proposait aussi toute la panoplie d'accessoires pour le tir à l'arc (viseurs, stabilisateurs, repose-flèches, sacs, carquois...).